# Gentianella azurea
Gentianella azurea là một loài thực vật có hoa trong họ Long đởm. Loài này được (Bunge) Holub mô tả khoa học đầu tiên năm 1967.